# Šack (Ukrajina)
Šack (ukrajinsky  Шацьк, polsky Szack) je městys (ukrajinsky selyšče) ve Volyňské oblasti na Ukrajině. Nachází se v historické oblasti Volyně. Žije zde přibližně 5 300 obyvatel.

## Historie
První písemná zmínka pochází z roku 1410, v roce 1595 je Šack zmíněn jako městečko. Celou dobu až do dělení Polska byl Šack součástí Polska, poté připadl Ruskému impériu. Mezi lety 1920 a 1939 byl opět součástí Polska, konkrétně Druhé Polské republiky. V roce 1939 se zde během sovětské invaze do Polska odehrála bitva u Szacku.

## Přírodní podmínky
Městys se nachází uprostřed malebné krajiny volyňských lesů a je obklopena Šackými jezery, z nichž největší je nedaleký Sviťaz. Celá oblast je součástí Šackého národního přírodního parku.